# Fluvioviridavis platyrhamphus
Fluvioviridavis es un género extinto de ave primitiva que vivió a finales del Eoceno inferior en Norteamérica. Sus restos fósiles, un esqueleto bastante completo con cráneo (conservado en vista dorsal) aunque algo disociado (el holotipo, SMNK.PAL.2368a+b) y otro espécimen algo incompleto, han aparecido en losas de la Formación Green River en Wyoming, Estados Unidos; además, algunos restos fósiles encontrados en Europa en depósitos del Eoceno inferior y medio también podrían pertenecer a esta familia, aunque no a este género como se planteó inicialmente sino a Eurofluvioviridavis. Solo se conoce una especie, F. platyrhamphus.

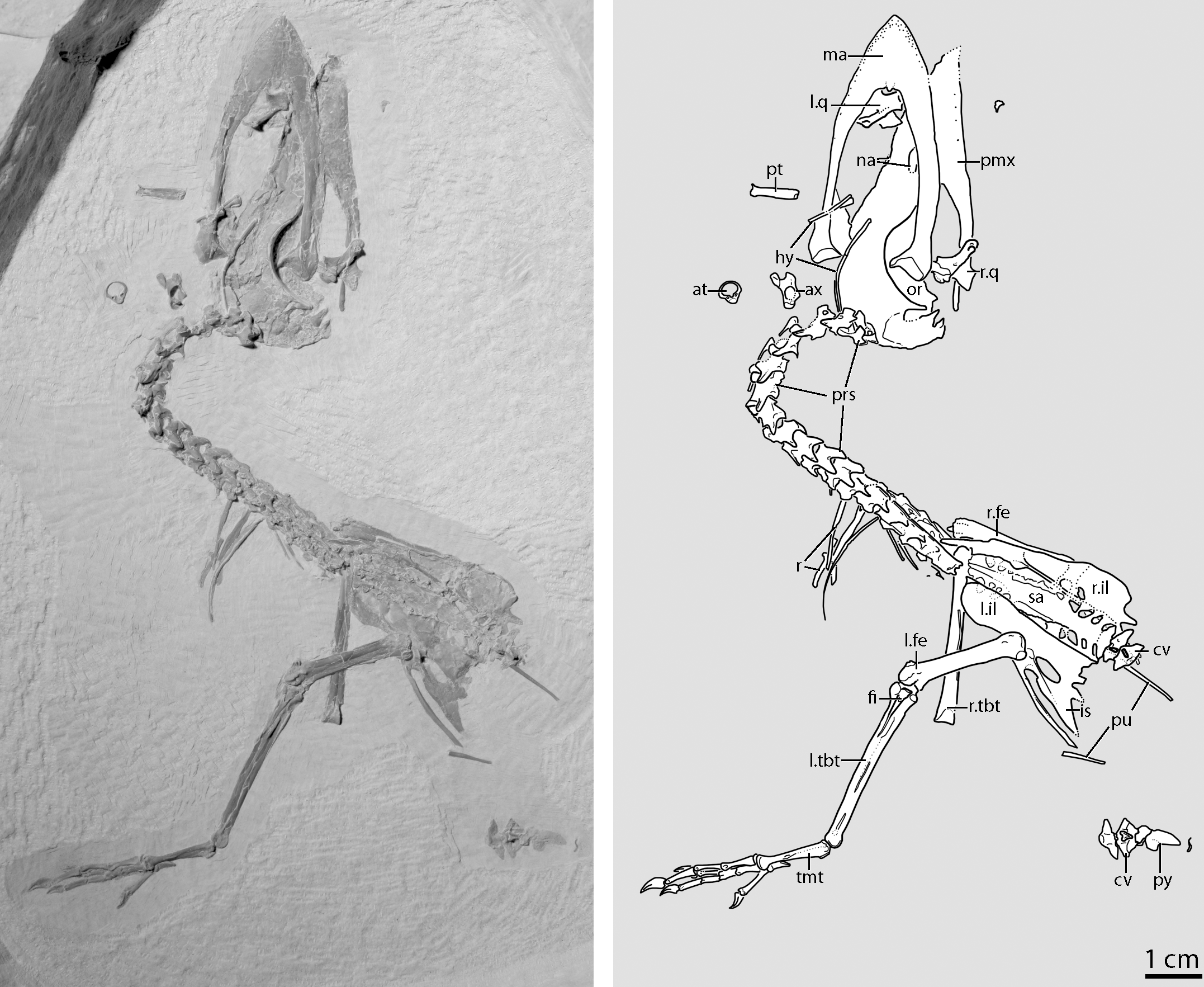
Segundo espécimen conocido.